# Acanthopleuribacter
Acanthopleuribacter es una género de bacterias gramnegativas de la familia Acanthopleuribacteraceae. Actualmente contiene una sola especie: Acanthopleuribacter pedis. Fue descrita en el año 2008. Su etimología hace referencia al chitón Acanthopleura. El nombre de la especie hace referencia a pie. Es aerobia y móvil por flagelación perítrica. Tiene un tamaño de 0,7-1 μm de ancho por 2,4.4,7 μm de largo. Catalasa y oxidasa positivas. Forma colonias circulares, lisas y de color amarillo en agar marino. Temperatura de crecimiento entre 15-30 °C, óptima de 30 °C. También crece en agar R2A. Tiene un genoma de 10,85 Mpb y un contenido de G+C de 56,7%. Se ha aislado del pie de un chitón (Acanthopleura japonica) en Japón. 